# Montezuma's Revenge (groep)
Montezuma's Revenge is een Nederlandse a capella groep die in 1985 begon als een groep studenten en hun docent. Montezuma's Revenge doet met zangstemmen de gebruikelijke popgroep-instrumenten na, meest naar eigen arrangementen. Vanaf het moment dat de professionele groep Montezuma de theaters betrad was het doel een show neer te zetten die uit meer bestond dan alleen muziek; er werd 'theater' aan toegevoegd. Op enkele nummers in de show Blind man's dream na bestond en bestaat het repertoire van Montezuma vooral uit covers. Tijdens het Nederlands Nationaal Songfestival 2001 werd de groep met "Danielle... la plus belle" derde.
De naam van de zanggroep is afkomstig van een verzameling ziektes - de wraak van Moctezuma II of Montezuma. Spanjaarden die zich na de kolonisatie vestigden in Mexico werden vaak geconfronteerd met onder andere diarree als gevolg van het andere klimaat, de andere voeding en de bacteriën die ze niet gewend waren.
Montezuma's Revenge kende een groot aantal wisselingen binnen de groep. Van de oorspronkelijke formatie is tot het einde alleen nog Paul Klooté overgebleven. De vele veranderingen in de bezetting hebben wel een grote bijdrage geleverd aan de grote variatie in shows. Zo werd de show In Pursuit of Pleasure (1998-2000) gekenmerkt door leer, metaal en rock. De show bevatte covers van Nirvana (Smells Like Teen Spirit), Nine Inch Nails (Hurt) maar ook rustiger nummers, zoals covers van Stef Bos (Papa) en Leonard Cohen (Like a bird). Twee shows later zag de voorstelling er compleet anders uit, met nummers van Wham! (Wake Me Up Before You Go Go) en zelfs de Spice Girls (Wannabe) in de show Hits Again (2002-2004).
Op 18 september 2007 kondigde de groep aan dat ze per 1 januari 2008 stoppen, en op 5 februari 2008 werd er afscheid genomen met een voorstelling in de Leidse Schouwburg. In 2011 kwam Montezuma's Revenge echter terug, en wel op verzoek van Nederlandse theaters. Met een tour van 67 voorstellingen en een nieuwe samenstelling speelden zij de voorstelling Montezuma's Revenge Strikes Back.

## Leden
- Paul Klooté - bas, sinds 1985
- Hans Cassa - bas/bariton, van 1991-1994 en sinds 2000
- Robbert van Unnik - bariton, sinds 2011
- Tom Schraven - tenor, sinds 2011
- Bo Moelker - tenor, sinds 2013

## Voormalige leden
- Kees Taat (1985 - '90)
- Bart Keuskamp (1985 - '93)
- Maarten Mourik (1985 - '94)
- Rob Veldhuijsen (1985 - '98)
- Jan Willem Hendriks (1990 - '91)
- Dennis Kivit (1993 - '94)
- Andy Tjin (1994 - 2000)
- Floris Nielen (1994 - 2000)
- Jeffrey Zuhdy  (1995 - 2002)
- Ted Koninkx (1998 - 2001)
- Kai Peterson (2000 - '01)
- Tijs Krammer (2001 - '04)
- Bert Oostendorp (2002 - '08)
- Sanne de Waard (2001 - '08)
- Menno Stuifmeel (2004 - '13)

## Shows
- 1987-1989 – Volume 1
- 1989-1991 – Volume II
- 1991-1993 – The Third Act
- 1993-1994 – Blind Man's Dream
- 1995-1997 – De Omval
- 1997-1998 – Best of Five
- 1998-2000 – In Pursuit of Pleasure
- 2000-2002 – Double Density
- 2002-2004 – Montezuma's Revenge Hits Again
- 2004-2006 – Pop Art
- 2006 – Edinburgh Festival Fringe
- 2007 – De Montezuma Code
- 2011-2012 – Montezuma's Revenge strikes back
- 2013 – Run

## Prijzen
- Pall Mall Exportprijs (NL, eerste plaats, voor het eerste programma)
- Nationale Close Harmony Concours (NL, eerste plaats)
- Knokke Festival (BE)
- Kleinkunstpreis (DE, eerste plaats)
- Schwerte Kabarett Preis (DE, eerste plaats, 1997)
- Nationaal Songfestival 2001 (NL, derde plaats, 3 maart 2001)

## Discografie
- Montezuma's Revenge (1989, producent: Emile Elsen)
- Live (1990, Rogier Leppers)
- Here's Looking At You, Kid (1992, Emile Elsen)
- Blind Man's Dream (1993, Alan Evans)
- Ain't no sunshine (Single, 1993, Alan Evans)
- Make a Noise (1995, Maarten Mourik)
- Best of Live (1997, Floris Nielen)
- In Pursuit of Pleasure (1998, Floris Nielen)
- Live Pleasure (1999, Floris Nielen)
- Double Density (live) (2001, Paul Klooté)
- Danielle (la plus belle) (Single, 2001, Paul Klooté, Kai Peterson Henry, Henk Bloemers)
- Montezuma's Revenge Hits Again! (2002, Attie Bouw)
- PopArt Live (2004, Sanne de Waard)
- Sunshine on Leith (Single, 2006, Sanne de Waard)

## Fanclubs
- Montezuma's Revenge DE Fanclub (NL, tot 2006)
- Vrienden van Zuma (NL, tot 2005)
- Montezuma's Revenge - Deutscher Fanclub (DE, opgericht 2005)
- Fanzone (NL, opgericht 2006)